# Miss Atlántico Internacional 1999
O Miss Atlântico Internacional 1999 foi a 5.ª edição do concurso de beleza internacional Miss Atlântico que ocorreu anualmente no Uruguai. Aconteceu em 29 de janeiro de 1999 com a participação de quinze aspirantes ao título. A uruguaia  Maria Negri Monzón coroou a chilena Tonka Tomicic Petric como a nova detentora do título. 

## Resultados
| Colocação           | País                                   |
| Miss Atlântico 1999 | - Chile - Tonka Tomicic Petric         |
| 2º. Lugar           | - Argentina - Marcela Viviana Brane    |
| 3º. Lugar           | - República Dominicana - Mercedes Rijo |

### Premiações Especiais
- O concurso distribuiu essa premiação:

| Premiação           | País                              |
| Miss Simpatia       | - Venezuela - Jairam Caric        |
| Miss Elegância      | - Brasil - Elisângela Kozeniewski |
| Melhor Traje Típico | - México - Solange Rivera         |

## Candidatas
Candidatas que disputaram o concurso este ano:
| - Argentina - Marcela Viviana Brane - Brasil - Elisângela Kozeniewski - Colômbia - Rocío Alejandra Bernal - Chile - Tonka Tomicic Petric - Equador - Maria Leopold - El Salvador - Vanessa Funes - Guatemala - Astrid Gabriella - México - Solange Astudillo | - Panamá - Carmen Valderrama - Paraguai - Luz Marina González - Peru - Raquel Itabahiana Pérez - Porto Rico - Nicole Figueroa - República Dominicana - Mercedes Rijo - Uruguai - Silvia Paola Alanis - Venezuela - Jairam Caric Navas |

## Candidatas em outros Concursos

### Miss Mundo 1995
- Chile - Tonka Tomicic Petric

### Miss Universo 1998
- Argentina - Marcela Viviana Brane
- Paraguai - Luz Marina González Ruiz

### Reinado Internacional do Café 1999
- Guatemala - Astrid Gabriella Ramírez Apel
- Paraguai - Luz Marina González Díaz Ruiz (Finalista)
- Uruguai - Silvia Paola Alanis Sierra
- Venezuela - Jairam Caric Navas Domínguez (Vencedora)

## Ligações Externas
- Site oficial do Miss Atlántico Internacional